# Román Ernő
Román Ernő, született Rennberger Ernő (Budapest, 1883. május 4. – Budapest, 1959. április 5.) magyar építész, Román Miklós építész öccse.

## Életpályája
Óbudai és aszódi zsidó családban született. Apja Rennberger Adolf kereskedő, anyja Schäfer Laura volt, a család 1900-ben vette fel a Román vezetéknevet. Ernő oklevelét 1905-ben, a Budapesti Műegyetemen szerezte. Tanulmányutakat tett Németországban, Hollandiában, Belgiumban, Olaszországban. 1906 és 1926 között bátyjával, Román Miklóssal dolgozott. Számos családi házat, gyárakat és villák belső berendezését tervezte.
Közös irodájuk az általuk tervezett Papnövelde utca 8. szám alatt volt. Legszebb és nagyrészt késő szecessziós, egyedi épületeik 1908 és 1914 között épültek, akárcsak a hasonló stílusban alkotó Löffler fivéreké. A Román fivérek az első világháború előtt Lajta Béla követői voltak, Miklós – ahogy Löffler Béla is – a Lajta-iroda munkatársa volt Málnai Bélával együtt 1902 körül. Akkori munkáikon egyértelműen észrevehető Lajta hatása: a nemzeti romantika elemei (népművészeti motívumok, boglyaformák és faragott tornácok) átszűrődnek a korabeli bérházépítészeten. A magyar népművészeti formakincset a bécsi késő szecesszió, Lajta Béla és Kozma Lajos hatására már art déco felé hajló geometrizáló mintákba, újraértelmezve használják fel épületeik homlokzatain és belső részein. Míg Lajta továbblépett az őt követő munkatársain, – mert már sokkal hamarabb a szerkezetiségre figyelt az épületeinél –, addig a Román fivéreknek fontosabb volt az ornamentika használata.
A fivérek életművét a virágos szecesszió (1903–1907), a késő szecesszió (1908–1923), az 1920-as években neohistorizmussal keveredő késő szecesszió és art déco (expresszionizmus, kubizmus), 1930 környékén az art déco, míg a 30-as években és a 40-es évek elején a visszafogott modernizmus jellemzi. Egyik legnagyobb megbízójuk a Hitel- és Leszámítoló Bank Rt. volt, melynek több bérházat is terveztek 1909 és 1914 között, nagyobbrészt a Nagyenyed, Kékgolyó és Greguss utcák által határolt tömbben, ahol 8+1 épületük is áll, közülük az egyik két utcára nyitott udvarú átjáróház. Feltehetőleg ez a bank szerezte Ernőnek is a gyárépítészeti megbízásokat. Az 1926-os különválásuk után Ernő irodája az Üllői út 16/B. szám alá költözött, később a Pasaréti út környékének elejére 3 ingatlant nemcsak tervezett, hanem ő volt a beruházó is, és 1932-ben a Pasaréti út 1. szám alá költözött.
Figyelemre méltó, egyedi munkájuk Budapesten az Aranykéz utca és Régi posta utca sarkán található Bátori-féle üzlet- és lakóház (1912 körül), amely moreszk tömegformájában és részleteiben rokonságot mutat a katalán modernismo Antoni Gaudí (Casa Vicens, 1886–1889) és Lluís Domènech i Montaner (Casa Fuster, 1908) által tervezett szintén moreszk hatású épületeivel. Siófokra tervezett nyaralóik helye és állapota egyelőre ismeretlen.
1945-ben az MTSzSz (mérnökszakszervezet) igazolóbizottság tagjaként a műépítészek és építészmérnökök háború előtti és alatti tevékenységét vizsgálta.
1948-ban Budapesten, az V. kerületben házasságot kötött Rév Erzsébettel.

## Önálló és testvére közreműködése nélküli művei

### Ismert épületei
- 1926. Budapest, Pasaréti út 36., bérvilla
- 1927. Budapest, Lotz Károly utca 22.
- 1927–1928. Budapest, Trombitás utca 26.
- 1928. Budapest, Vágány utca 2., Kaszab Poliklinika – Pesti Izraelita Hitközség orvosi rendelőintézete [bővítés]
- 1928. Budapest, Erőd utca 9. – Varsányi Irén utca 18., nagys. Katona Berthold és Román Ernő urak lakóháza [felújítva]
- 1929. Budapest, Istenhegyi út 7/A. – Ügyész utca 2.
- 1930. Budapest, Tűzoltó utca 74.
- 1931. Budapest, Szentendrei út 135., transzformátorállomás (nem Györgyi Dénessel közös terv valósult meg)
- 1931–1932. Budapest, Pasaréti út 1., bérház [pusztulóban]
- 1933–1934. Budapest, Aradi utca 63.
- 1934. Budapest, Szilágyi Erzsébet fasor 51., Friedmann-villa
- 1936. Budapest, Hegedűs Gyula utca 57., garázs bővítése
- 1937. Budapest, Magyar Jakobinusok tere 6–7.
- 1939–1941. Budapest, Kékgolyó utca 2/B., társasház
- 1941. Budapest, Trombitás utca 28.
- 1941. Budapest, Hegedűs Gyula utca 46. bérház
- 1941–1942. Budapest, Kacsóh Pongrác út 5–7. – Borostyán utca 6., „ikerszálloda” (Ehrlich Mihály 1942-es módosításával)
- 1946–1948. Budapest, Lovas út 32–33., épület helyreállítási terve (Székely Imrével)

### Tervek, emlékművek; elpusztult, azonosítatlan és bizonytalan épületek
- 1904. Turistaház pályaterve (Skutetzky Sándorral)
- 1905. Wellisch-alap Sziklasír pályaterve
- 1905. Hauszmann-alap Főúri fürdő pályaterve
- 1905 k. Szabadságharc szobor tervpályázata (Róna Józseffel)
- 1908 k. Törökszentmiklós, Városháza tervpályázata
- 1911 k. Balassagyarmat, Pénzügyi Palota tervpályázata
- 1926. Budapest, Fehérvári út 88/A–B – Hengermalom út 2., Székesfőváros Elektromos Művének bérház tervpályázata
- 1926–1930. Budapest, Honvéd utca 22–24. – Markó utca 11., Székesfővárosi Elektromos Művek Nyugdíjintézetének bérháza és az ELMÜ egykori kiállítóterme (Györgyi Dénes terve valósult meg teljesen)
- 1927. Pécs, Balokány uszoda és ligetberendezés tervpályázata
- 1928. Budapest, Dohány utca 2–6. – Wesselényi utca 1–5., Hősök temploma tervpályázata
- 1929–1930. Budapest, Markó utca 9., Lipótvárosi elektromos alállomás (Györgyi Dénes terve valósult meg teljesen)
- 1930 k. Budapest, Izraelita hitközség kultúrházának tervpályázata
- 1933. Budapest, kelenföld-lágymányosi izraelita iskola és rabbilak pályaterve
- 1938. Hattyú utca 17/C – Csalogány utca 42/C, bérház [elpusztult]
- 1949. Visegrádi utca 25., háborús sérülések helyreállítása
- Sopron, Selyemszövőgyár [közreműködése bizonytalan]
- Budapest, Zuglói textilgyár
- Budapest, Kispesti Hungária-Jacquards selyemszövőgyár (akkori Gyep utca?)
- Budafok, Gyár utca 15., zománcedény gyár épülete [állapota ismeretlen]

## Testvérével, Miklóssal együttesen alkotott műveik

### Ismert épületeik
- 1908. Siófok, Batthyány utca 27., Reisz Henrik nyaralója [átalakítva]
- 1909. Budapest, Thököly út 57/A, Magyar Acetilénlámpa Rt. villája
- 1909. Budapest, Bíró utca 6/D, villa
- 1909–1910. Budapest, Papnövelde utca 8., Hitel- és Leszámítoló Bank Rt. lakóháza
- 1909–1911. Budapest, Irányi utca 27. – Cukor utca 1., gr. Karátsonyi Jenő és gr. Karátsonyi Aladár bérháza
- 1910. Budapest, Angol utca 83., Vajda Imre bérháza (átalakítva)
- 1910. Budapest, Síp utca 7., Goldscheider-ház
- 1910. Budapest, Visegrádi utca 62. – Gogol utca 28., Magyar Vacuum Cleaner üzlet-és raktárháza
- 1910. Budapest, Révay utca 16. (most Bálint Ház)
- 1910–1911. Budapest, Falk Miksa utca 15.
- 1910–1911. Budapest, Wesselényi utca 24. – Nagydiófa 22–24.
- 1911. Budapest, Reáltanoda utca 9., gr. Karátsonyi Jenő és gr. Karátsonyi Aladár bérháza
- 1911. Budapest, Október 6. utca 15., Schiffer-ház
- 1911. Budapest, Falk Miksa utca 24–26. – Balaton utca 5., Schiffer-ház
- 1911. Budapest, Akácfa utca 4., bérház és Valter-mozgó
- 1911–1912. Budapest, Alkotás utca 39/A. – Kiss János altábornagy utca 22.
- 1911–1912. Budapest, Kresz Géza utca 19. [teljesen átalakítva]
- 1912 k. Budapest, Aranykéz utca 2. – Régi posta utca 8., Bátori-féle üzlet- és lakóház
- 1912. Budapest, Akácfa utca 13.
- 1912 k. Budapest, Greguss utca 4., Gulden-ház
- 1913. Budapest, Greguss utca 6.
- 1913 k. Budapest, Greguss utca 12. – Kékgolyó utca 24.
- 1913 k. Budapest, Radnóti Miklós utca 25. – Tátra utca 19., Pollák-káz
- 1913 k. Budapest, Lehel utca 4/C., Fábián-ház
- 1913. Budapest, Nagyenyed utca 11–13. – Kékgolyó utca 26–28., Hitel- és Leszámítoló Bank Rt. lakóházai
- 1913. Budapest, Rumbach Sebestyén utca 6. – Dob utca 8., Glücksmann-ház
- 1913. Budapest, Kőrösi Csoma sétány 1.
- 1913–1914. Budapest, Csengery utca 61., Jellinek-ház
- 1914. Budapest, Pannónia utca 30. – Radnóti Miklós utca 23., lakóház
- 1914. Budapest, Nagyenyed utca 3., Hitel- és Leszámítoló Bank Rt. lakóháza
- 1914. Budapest, Greguss utca 3.
- 1914. Budapest, Greguss utca 8. (Sachsel Jenő homlokzat átalakításával)
- 1914. Budapest, Greguss utca 10.
- 1914. Budapest, Víg utca 15., Janács-ház
- 1914–1915. Budapest, Királyhágó tér 1. – Böszörményi út 11/B.
- 1922. Budapest, Villányi út 78. – Bajmóci út 1., Humanic bőrgyár rt. 3 db emeletes tisztviselőházai
- 1923. Budapest, Csermely út 9., Griesz Arnold úr nyaralója
- 1923–1924. Budapest, Vágány utca 2., Kaszab Poliklinika – Pesti Izraelita Hitközség orvosi rendelőintézete [teljesen átalakítva]
- 1924. Budapest, Hungária körút 171–173. – Erzsébet királyné útja 4.
- 1924. Budapest, Klauzál utca 30. – Nyár utca 29., Landesmann kaszinó és lakóház
- 1925–1926. Budapest, Szövetség utca 41., Rendőri Gyermekbíróság otthona, egy 1889-es ház átalakítása

### Tervek, emlékművek; elpusztult, azonosítatlan és bizonytalan épületek
- 1906. Sátoraljaújhely, Magyar Ált. Hitelbank háza
- 1907. Zombor [SRB], Függetlenségi Kör székháza, Pályázat, megvétel
- 1907 k. Siófok, Batthyány utca 17., villa [szerzőségük bizonytalan]
- 1908. Budapest, Váralja utca 4. (korábban Logodi utca 21.), Ervin Kálmán villája [elpusztult, a belső berendezés is a Román-testvérek terve alapján készült]
- 1908 k. Siófok, dr. Erdélyi-nyaraló [helye és állapota ismeretlen]
- 1908 k. Siófok, Glass-nyaraló [helye és állapota ismeretlen]
- 1909–1910. Budapest, Tigris utca 6., Klinger Lipót és Barna József kétemeletes háza [elpusztult]
- 1910 k. Budapest, Páva utca, zsinagóga terve
- 1910 k. Budapest, Krisztina körút 7. [közreműködésük bizonytalan]
- 1910. Siófok, Községháza és Balatonvidéki Takarékpénztár [elpusztult]
- 1922–1923 Budapest, Mihály utca 4., villa [elpusztult]
- 1924–1927 Budapest, Kelenhegyi út 49., villa [állapota ismeretlen]